# Зафер Йелен
Зафер Йелен (на турски: Zafer Yelen, роден на 30 август 1986 г. в Берлин) е турски футболист и национал на своята страна. Играе в отбора на Ханза Росток, като е и юноша на клуба. Взима дейно участие и в младежкия национален отбор на Турция.